# Stygophalangium karamani
Stygophalangium karamani es una especie de arácnido. Aun cuando su clasificación es incierta, a veces es clasificado como un opilión del infraorden Eupnoi y de la superfamilia Phalangioidea, pero probablemente sea una especie de ácaro.
El nombre del género proviene de la combinación de Styx, un río de la mitología Griega y el género de Opiliones Phalangium. La especie fue nombrada por Stanko Karaman, quien colecto el espécimen descrito.